# 社会局 (琉球政府)
社会局（しゃかいきょく）は、琉球政府の行政事務部局のひとつ。医療・保健・社会保障・労働政策を所管した。
1953年4月1日の機構改革において、厚生局が改称されたものである。1954年7月1日に労働局が分離し、1961年8月1日に厚生局と改称された。

## 所掌事務
社会局の所掌事務は以下の通りである（1953年4月1日現在）。
- 社会福祉に関すること
- 労働に関すること
- 保健衛生に関すること
- 移民に関すること
- 援護及び復員に関すること

## 組織
社会局の組織は以下の通りである（1953年4月1日現在）。外局および支分部局はない。

### 内部部局
- 庶務課
- 医政課
- 公衆衛生課
- 福祉課
- 援護課
- 労働課
- 移民課

### 附属機関
- 衛生研究所
- 病院
- 診療所
- 療養所
- 保健所
- 検疫所
- 養老院
- 盲聾唖院
- 教護院
- 養護院
- 結核研究所
- 労務事務所